# スパゲッティの木
スパゲッティの木（スパゲッティのき）は架空の木であり、BBCの時事番組「パノラマ」で放送された、スイスのルガーノ湖近くにおけるスパゲッティの収穫という3分間のいたずらレポートの題材である。

## 概要
このレポートは1957年にエイプリルフールのジョークとして制作された。暖冬とスパゲティゾウムシ（架空）の駆除によってスイスのスパゲッティが豊作であることが紹介され、伝統的な「収穫祭」の場面では交配の必要性についての議論が放送された。
ナレーションを担当したリチャード・ディンブルビーは王室や政府にかかわる重要なニュースを担当することが多く、視聴者はディンブルビーが語ることなら真実とみなすという風潮があった。
パスタは1950年代のイギリスにおいて日常的な食品ではなく、主に缶詰のトマトソースのスパゲッティとして知られ、一般には異国情緒ある食べ物とされていた。ハートフォードシャーのセントオールバンズのロンドン通りにあったパスタ食品工場（後に閉鎖）とスイスのカスティリオーネのホテルで撮影された。
この話は「パノラマ」のカメラマン、チャールズ・ド・イエーガーが子供の頃にオーストリアの学校で、教師にスパゲッティが木に成ると信じるほど馬鹿だとあざけられた記憶から思いついた。
放送された4月1日に概算で800万人が視聴し、翌日には話の信憑性やスパゲッティの栽培方法、スパゲッティの木の育て方を尋ねる数百件の電話がかかってきた。伝えられるところによれば、BBCは「スパゲッティの小枝をトマトソースの缶に入れて上手くいくように願ってください」と回答した。
放送された当時、イギリスでは1580万世帯中700万世帯がテレビを所有していた。
2001年4月1日の新・クイズ日本人の質問で「1957年のエイプリルフールにBBCが放送したウソニュースは?」という問題が出され、このレポートが紹介されたことがある。